# 桑帕吉塔气田
桑帕吉塔气田（Sampaguita gas field）是菲律宾一个位于中国南海礼乐滩南部的天然气田。它被发现于2011年，并由菲律宾菲莱克斯石油公司(Philex Petroleum)开发。它始于2013年投产，生产天然气和凝析油。桑帕吉塔气田总探明储量初步估计大约46000亿立方英尺（131立方公里），但根据后来的进一步勘探，储量很可能相当于原来的4-5倍，达20万亿立方英尺（566亿立方米），是一个世界级的大气田。预计产量为大约2亿立方英尺/天（5.7×10 5立方米）。